# Gernot Trauner
Pour les articles homonymes, voir Trauner.
Gernot Trauner, né le 25 mars 1992 à Linz en Autriche, est un footballeur international autrichien évoluant au poste de défenseur central au Feyenoord Rotterdam. 

## Biographie

### En club
Né à Linz en Autriche, Gernot Trauner est formé par le club de sa ville natale, le LASK Linz. C'est avec ce club qu'il entame sa carrière professionnelle, jouant son premier match le 31 juillet 2010, lors d'une rencontre de championnat contre le SV Ried. Il entre en jeu à la place de René Aufhauser et son équipe s'incline ce jour-là par un but à zéro.
Le 12 juin 2012 est annoncé le transfert de Gernot Trauner au SV Ried, club avec lequel il signe un contrat de trois ans. Il joue son premier match pour le SV Ried le 1er septembre 2012, face au SK Sturm Graz, en championnat. Il entre en jeu lors de cette rencontre perdue par son équipe.
Le 29 mai 2017 est annoncé le transfert de Gernot Trauner au LASK Linz en même temps que deux autres joueurs, Alexander Schlager et Thomas Goiginger (en). Trauner quitte donc le SV Ried, qui vient d'être relégué en deuxième division et retrouve au LASK son ancien entraîneur, Oliver Glasner, qui l'a justement coaché au SV Ried. Le défenseur s'engage pour un contrat courant jusqu'en juin 2020.
Avec le LASK, Gernot Trauner participe à la Ligue Europa. Il inscrit un but en phase de groupe contre le Sporting Portugal en décembre 2019. Il atteint en 2020 les huitièmes de finale de cette compétition, en étant éliminé par le club anglais de Manchester United.
Le 26 juillet 2021, Gernot Trauner s'engage en faveur du Feyenoord Rotterdam, signant un contrat courant jusqu'en juin 2025,. C'est Bernard Schuiteman (en), fraichement débarqué au Feyenoord en tant que recruteur en juillet 2021, qui le repère et est à l'origine de son transfert. L'international autrichien s'impose immédiatement au sein de l'équipe dirigée par Arne Slot, devenant un pilier de la défense et vite adopté par les supporters.
Le 21 mars 2023, Trauner prolonge son contrat avec le Feyenoord. Il est alors lié au club jusqu'en juin 2026.

### En équipe nationale
Avec les moins de 19 ans, il participe au championnat d'Europe des moins de 19 ans en 2010. Lors de cette compétition organisée en France, il joue trois matchs. Il se met en évidence en marquant un but lors de la première rencontre face à l'Angleterre. Toutefois, avec un bilan d'une victoire et deux défaites, l'Autriche est éliminée dès le premier tour.
Gernot Trauner honore sa première sélection avec l'équipe nationale d'Autriche face au Danemark, le 16 octobre 2018. Il entre en jeu à la place de Louis Schaub lors de cette rencontre qui voit les Autrichiens s'incliner sur le score de deux buts à zéro. Il inscrit son premier but en sélection le 11 novembre 2020, à l'occasion d'un match amical contre le Luxembourg. Titulaire, il ouvre le score de la tête, et son équipe s'impose par trois buts à zéro.
Le 7 juin 2024, il fait partie de la liste des 26 joueurs convoqués par Ralf Rangnick pour disputer l'Euro 2024. Le 21 juin, lors du deuxième match de poules face à la Pologne il ouvre le score de la tête sur un centre de Phillipp Mwene contribuant à la victoire des siens sur le score de 3-1.

## Palmarès
- Vice-champion d'Autriche en 2019 avec le LASK Linz
- Finaliste de la Coupe d'Autriche en 2021 avec le LASK Linz
- Vainqueur du championnat des Pays-Bas en 2023 avec Feyenoord
- Vainqueur de la coupe des Pays-Bas en 2024 avec Feyenoord